# Wełdkówko
Wełdkówko (deutscher Name. Klein Voldekow) ist ein Dorf in der polnischen Woiwodschaft Westpommern. Es gehört zur Gemeinde Tychowo (Groß Tychow) im Kreis Białogard (Belgard).

## Geografische Lage
Wełdkówko liegt 38 Kilometer südöstlich der Kreisstadt Białogard und elf Kilometer nordöstlich von Tychowo nahe der Woiwodschaftsstraße Nr. 169 (Białogard -) Byszyno (Boissin) – Tychowo – Głodawa (Goldbeck) (- Bobolice (Bublitz)) mit Abzweig in Warnino. Die nächste Bahnstation ist Tychowo an der Strecke Kołobrzeg (Kolberg) – Białogard – Szczecinek (Neustettin) – Piła (Schneidemühl) – Poznań (Posen).

## Ortskunde
Klein Voldekow war bis 1928 ein selbständiger Gutsbezirk, der dann in die neugebildete Landgemeinde Warnin (heute polnisch: Warnino) eingegliedert wurde. Die Gemeinde Warnin bildete bis 1945 mit der Gemeinde Kowalk (Kowalki) den Amts-, Standesamts- und Polizeibezirk Warnin im Amtsgerichtsbereich Belgard (Białogard) im Landkreis Belgard (Persante).
Anfang März 1945 wurde der Ort von russischen Truppen besetzt. Infolge des Krieges wurde der Ort polnisch. Die deutsche Bevölkerung wurde vertrieben, und heute ist Wełdkówko ein Teil der Gmina Tychowo im Powiat Białogardzki.

## Kirche
Bis 1945 war Klein Voldekow in das Kirchspiel Schwellin eingepfarrt und gehörte zum Kirchenkreis Bublitz (Bobolice) der Kirchenprovinz Pommern in der evangelischen Kirche der Altpreußischen Union.
Heute ist Wełdkówko in das Kirchspiel Koszalin (Köslin) in der Diözese Pommern-Großpolen der polnischen Evangelisch-Augsburgischen Kirche integriert.